# Великий і Малий лиман
Вели́кий і Мали́й лима́н — ландшафтний заказник місцевого значення в Україні. Розташований у межах Полтавського району Полтавської області, околиці села Борівське, між селами Милорадове та Гетьманка. 
Площа 383,1 га. Статус присвоєно згідно з рішення облради від 15.08.2003 року. Перебуває у віданні: ДП «Полтавський лісгосп» (Борівське л-во) — 320,8 га, Милорадівська с/р — 49,8 га, Микілківська с/р — 12,5 га. 
Статус присвоєно для збереження лучно-болотних, водних та лісових природних комплесів на заплаві та боровій терасі річки Ворскла. Є багато озер і стариць, серед лісових насаджень переважає сосна. Місце розмноження і гніздування водоплавних та біляводних птахів.